# Плавання на літніх Олімпійських іграх 2016
Змагання з плавання на літніх Олімпійських іграх 2016 відбулись з 6 по 16 серпня в Олімпійському водному центрі Ріо. У змаганнях розіграли 34 комплекти нагород.

### Розклад змагань
Як і на попередніх олімпіадах починаючи з 2000 року, за винятком 2008, програма змагань кожного дня складається з двох частин. Попередні запливи відбуваються вдень за місцевим часом, тоді як півфінали і фінали — ввечері і вночі. Всі дати за серпень.
| H | Попередні запливи | ½ | Півфінали | F | Фінал |

| Дата →                 | Суб 6 | Суб 6 | Нед 7 | Нед 7 | Пон 8 | Пон 8 | Вів 9 | Вів 9 | Сер 10 | Сер 10 | Чет 11 | Чет 11 | П'ят 12 | П'ят 12 | Суб 13 | Суб 13 | Вів 16 | Вів 16 |
| Змагання ↓             | Д     | Н     | Д     | Н     | Д     | Н     | Д     | Н     | Д      | Н      | Д      | Н      | Д       | Н       | Д      | Н      | Д      | Н      |
| ---------------------- | ----- | ----- | ----- | ----- | ----- | ----- | ----- | ----- | ------ | ------ | ------ | ------ | ------- | ------- | ------ | ------ | ------ | ------ |
| 50 м вільним стилем    |       |       |       |       |       |       |       |       |        |        | H      | ½      |         | F       |        |        |        |        |
| 100 м вільним стилем   |       |       |       |       |       |       | H     | ½     |        | F      |        |        |         |         |        |        |        |        |
| 200 м вільним стилем   |       |       | H     | ½     |       | F     |       |       |        |        |        |        |         |         |        |        |        |        |
| 400 м вільним стилем   | H     | F     |       |       |       |       |       |       |        |        |        |        |         |         |        |        |        |        |
| 1500 м вільним стилем  |       |       |       |       |       |       |       |       |        |        |        |        | H       |         |        | F      |        |        |
| 100 м на спині         |       |       | H     | ½     |       | F     |       |       |        |        |        |        |         |         |        |        |        |        |
| 200 м на спині         |       |       |       |       |       |       |       |       | H      | ½      |        | F      |         |         |        |        |        |        |
| 100 м брасом           | H     | ½     |       | F     |       |       |       |       |        |        |        |        |         |         |        |        |        |        |
| 200 м брасом           |       |       |       |       |       |       | H     | ½     |        | F      |        |        |         |         |        |        |        |        |
| 100 м батерфляєм       |       |       |       |       |       |       |       |       |        |        | H      | ½      |         | F       |        |        |        |        |
| 200 м батерфляєм       |       |       |       |       | H     | ½     |       | F     |        |        |        |        |         |         |        |        |        |        |
| 200 м комплексом       |       |       |       |       |       |       |       |       | H      | ½      |        | F      |         |         |        |        |        |        |
| 400 м комплексом       | H     | F     |       |       |       |       |       |       |        |        |        |        |         |         |        |        |        |        |
| 4×100 вільним стилем   |       |       | H     | F     |       |       |       |       |        |        |        |        |         |         |        |        |        |        |
| 4×200 м вільним стилем |       |       |       |       |       |       | H     | F     |        |        |        |        |         |         |        |        |        |        |
| 4×100 м комплексом     |       |       |       |       |       |       |       |       |        |        |        |        | H       |         |        | F      |        |        |
| 10 км марафон          |       |       |       |       |       |       |       |       |        |        |        |        |         |         |        |        | F      |        |

| Дата →                 | Суб 6 | Суб 6 | Нед 7 | Нед 7 | Пон 8 | Пон 8 | Вів 9 | Вів 9 | Сер 10 | Сер 10 | Чет 11 | Чет 11 | П'ят 12 | П'ят 12 | Суб 13 | Суб 13 | Пон 15 | Пон 15 |
| Змагання ↓             | Д     | Н     | Д     | Н     | Д     | Н     | Д     | Н     | Д      | Н      | Д      | Д      | Д       | Н       | Д      | Д      | Д      | Н      |
| ---------------------- | ----- | ----- | ----- | ----- | ----- | ----- | ----- | ----- | ------ | ------ | ------ | ------ | ------- | ------- | ------ | ------ | ------ | ------ |
| 50 м вільним стилем    |       |       |       |       |       |       |       |       |        |        |        |        | H       | ½       |        | F      |        |        |
| 100 м вільним стилем   |       |       |       |       |       |       |       |       | H      | ½      |        | F      |         |         |        |        |        |        |
| 200 м вільним стилем   |       |       |       |       | H     | ½     |       | F     |        |        |        |        |         |         |        |        |        |        |
| 400 м вільним стилем   |       |       | H     | F     |       |       |       |       |        |        |        |        |         |         |        |        |        |        |
| 800 м вільним стилем   |       |       |       |       |       |       |       |       |        |        | H      |        |         | F       |        |        |        |        |
| 100 м на спині         |       |       | H     | ½     |       | F     |       |       |        |        |        |        |         |         |        |        |        |        |
| 200 м на спині         |       |       |       |       |       |       |       |       |        |        | H      | ½      |         | F       |        |        |        |        |
| 100 м брасом           |       |       | H     | ½     |       | F     |       |       |        |        |        |        |         |         |        |        |        |        |
| 200 м брасом           |       |       |       |       |       |       |       |       | H      | ½      |        | F      |         |         |        |        |        |        |
| 100 м батерфляєм       | H     | ½     |       | F     |       |       |       |       |        |        |        |        |         |         |        |        |        |        |
| 200 м батерфляєм       |       |       |       |       |       |       | H     | ½     |        | F      |        |        |         |         |        |        |        |        |
| 200 м комплексом       |       |       |       |       | H     | ½     |       | F     |        |        |        |        |         |         |        |        |        |        |
| 400 м комплексом       | H     | F     |       |       |       |       |       |       |        |        |        |        |         |         |        |        |        |        |
| 4×100 м вільним стилем | H     | F     |       |       |       |       |       |       |        |        |        |        |         |         |        |        |        |        |
| 4×200 м вільним стилем |       |       |       |       |       |       |       |       | H      | F      |        |        |         |         |        |        |        |        |
| 4×100 м комплексом     |       |       |       |       |       |       |       |       |        |        |        |        | H       |         |        | F      |        |        |
| 10 км марафон          |       |       |       |       |       |       |       |       |        |        |        |        |         |         |        |        | F      |        |

## Медалі

### Загальний залік
| Загальна кількість медалей | Загальна кількість медалей | Загальна кількість медалей | Загальна кількість медалей | Загальна кількість медалей | Олімпійські кільця |
| Місце                      | Країна                     | Золото                     | Срібло                     | Бронза                     | Всього             |
| 1                          | США                        | 16                         | 8                          | 9                          | 33                 |
| 2                          | Австралія                  | 3                          | 4                          | 3                          | 10                 |
| 3                          | Угорщина                   | 3                          | 2                          | 2                          | 7                  |
| 4                          | Японія                     | 2                          | 2                          | 3                          | 7                  |
| 5                          | Нідерланди                 | 2                          | 0                          | 0                          | 2                  |
| 6                          | Велика Британія            | 1                          | 5                          | 0                          | 6                  |
| 7                          | КНР                        | 1                          | 2                          | 2                          | 5                  |
| 8                          | Канада                     | 1                          | 1                          | 4                          | 6                  |
| 9                          | Італія                     | 1                          | 1                          | 2                          | 4                  |
| 10                         | Швеція                     | 1                          | 1                          | 1                          | 3                  |
| 11                         | Данія                      | 1                          | 0                          | 1                          | 2                  |
| 12                         | Іспанія                    | 1                          | 0                          | 1                          | 2                  |
| 13                         | Казахстан                  | 1                          | 0                          | 0                          | 1                  |
| 14                         | Сінгапур                   | 1                          | 0                          | 0                          | 1                  |
| 15                         | ПАР                        | 0                          | 3                          | 0                          | 3                  |
| 16                         | Росія                      | 0                          | 2                          | 2                          | 4                  |
| 17                         | Франція                    | 0                          | 2                          | 1                          | 3                  |
| 18                         | Бельгія                    | 0                          | 1                          | 0                          | 1                  |
| 19                         | Греція                     | 0                          | 1                          | 0                          | 1                  |
| 20                         | Білорусь                   | 0                          | 0                          | 1                          | 1                  |
| 21                         | Бразилія                   | 0                          | 0                          | 1                          | 1                  |
| Всього                     | Всього                     | 35*                        | 36*                        | 33                         | 102                |

 *У змаганнях на 100 м вільним стилем у жінок дві спортсменки показали на фініші однаковий час, тому золотих медалей було вручено дві, а срібні медалі відповідно не вручались. У змаганнях чоловіків на 100 м батерфляєм три плавці фінішували з однаковим часом, тому організатори вручили три срібні медалі, бронзових нагород не вручали.

### Медалісти

#### Чоловіки
| Дисципліна | Золото | Золото     | Срібло                                                                                               | Срібло     | Бронза                                                                                   | Бронза     |
| --- | --- | ---------- | --- | ---------- | ---------------------------------------------------------------------------------------- | ---------- |
| 50 м вільним стилем | Ентоні Ервін (USA)                                                                                                | 21.40      | Флоран Маноду (FRA)                                                                                  | 21.41      | Натан Едрієн (USA)                                                                       | 21.49      |
| 100 м вільним стилем | Кайл Чалмерс (AUS)                                                                                                | 47.58 WJR  | Пітер Тіммерс (BEL)                                                                                  | 47.80 NR   | Натан Едріан (USA)                                                                       | 47.85      |
| 200 м вільним стилем | Сунь Ян (CHN) | 1:44.65    | Чад ле Клос (RSA)                                                                                    | 1:45.20    | Конор Дваєр (USA)                                                                        | 1:45.23    |
| 400 м вільним стилем | Мак Гортон · Австралія                                                                                            | 3:41.55    | Сунь Ян · Китай                                                                                      | 3:41.68    | Габріеле Детті · Італія                                                                  | 3:43.69    |
| 1500 м вільним стилем | Грегоріо Палтріньєрі · Італія                                                                                     | 14:34.57   | Коннор Джегер · США                                                                                  | 14:39.48   | Габріеле Детті · Італія                                                                  | 14:40.86   |
| | |            | |            |                                                                                          |            |
| 100 м на спині | Раян Мерфі (USA)                                                                                                  | 51.97 OR   | Сюй Цзяюй (CHN)                                                                                      | 52.31      | Девід Пламмер (USA)                                                                      | 52.40      |
| 200 м на спині | Раян Мерфі (USA)                                                                                                  | 1:53.62    | Мітч Ларкін (AUS)                                                                                    | 1:53.96    | Євген Рилов (RUS)                                                                        | 1:53.97    |
| | |            | |            |                                                                                          |            |
| 100 м брасом | Адам Піті · Велика Британія                                                                                       | 57.13 WR   | Камерон ван дер Бург · Південно-Африканська Республіка                                               | 58.69      | Коді Міллер · США                                                                        | 58.87 NR   |
| 200 м брасом | Дмитро Баландін (KAZ)                                                                                             | 2.07.46 NR | Джош Прено (USA)                                                                                     | 2.07.53    | Антон Чупков (RUS)                                                                       | 2.07.70 NR |
| | |            | |            |                                                                                          |            |
| 100 м батерфляєм | Джозеф Скулінг (SIN)                                                                                              | 50.39 OR   | Майкл Фелпс · США · Чад ле Клос · Південно-Африканська Республіка · Ласло Чех · Угорщина             | 51.14      | —                                                                                        | —          |
| 200 м батерфляєм | Майкл Фелпс · США                                                                                                 | 1:53.36    | Масато Сакаї · Японія                                                                                | 1:53.40    | Тамаш Кендереші · Угорщина                                                               | 1:53.62    |
| | |            | |            |                                                                                          |            |
| 200 м комплексом | Майкл Фелпс · США                                                                                                 | 1:54.66    | Косуке Хаґіно · Японія                                                                               | 1:56.61    | Ван Шунь · Китай                                                                         | 1:57.05    |
| 400 м комплексом | Косуке Хаґіно · Японія                                                                                            | 4:06.05    | Чейз Каліш · США                                                                                     | 4:06.75    | Дайя Сето · Японія                                                                       | 4:09.71    |
| | |            | |            |                                                                                          |            |
| 4×100 м вільним стилем | США (USA) Кайлеб Дрессел Майкл Фелпс Раян Гелд Натан Едрієн Джиммі Фейген* Блейк П'єроні* Ентоні Ервін*           | 3:09.92    | Франція (FRA) Мехді Метелла Фаб'ян Жіло Флоран Маноду Жеремі Страв'юс Вільям Мейнар* Клеман Міньйон* | 3:10.53    | Австралія (AUS) Джеймс Робертс Кайл Чалмерс Джеймс Магнуссен Кемерон Макевой Метью Абуд* | 3:11.37    |
| 4×200 м вільним стилем | США (USA) Конор Дваєр Тавнлі Гаас Раян Лохте Майкл Фелпс Кларк Сміт* Джек Конгер* Гуннар Бенц*                    | 7:00.66    | Велика Британія (GBR) Стівен Мілн Данкан Скотт Деніел Воллас Джеймс Гай Роберт Ренвік*               | 7:03.13    | Японія (JPN) Косуке Хаґіно Найто Ехара Юкі Коборі Такесі Мацуда                          | 7:03.50    |
| 4×100 м комплексом | США (USA) Раян Мерфі Коді Міллер Майкл Фелпс Натан Едрієн Девід Пламмер* Кевін Кордес* Том Шілдс* Кайлеб Дрессел* | 3:27.95 OR | Велика Британія (GBR) Кріс Вокер-Гебборн Адам Піті Джеймс Гай Данкан Скотт                           | 3:29.24 NR | Австралія (AUS) Мітч Ларкін Джейк Паккард Девід Морган Кайл Чалмерс Кемерон Макевой*     | 3:29.93    |
| | |            | |            |                                                                                          |            |
| 10 км у відкритій воді, марафон | Феррі Веертман (NED)                                                                                              | 1:52:59.8  | Спірідон Янніотіс (GRE)                                                                              | 1:52:59.8  | Марк-Антуан Олів'є (FRA)                                                                 | 1:53:02.0  |
| AF Рекорд Африки \| AM Рекорд Америки \| AS Рекорд Азії \| ER Рекорд Європи \| OC Рекорд Австралії та Океанії \| OR Олімпійський рекорд \| WR Світовий рекорд \| NR Національний рекорд (Якщо встановлено світовий рекорд, то він є також олімпійським рекордом, рекордом відповідної частини світу і національним рекордом. Рекорд частини світу включає в себе національний рекорд). | |            | |            |                                                                                          |            |

 *Позначає плавців, які взяли участь лише в попередніх запливах.

#### Жінки
| Дисципліна | Золото | Золото                      | Срібло | Срібло                        | Бронза | Бронза                        |
| --- | --- | --------------------------- | --- | ----------------------------- | --- | ----------------------------- |
| 50 м вільним стилем | Пернілла Блуме · Данія | 24.07                       | Сімоне Мануель · США | 24.09                         | Олександра Герасименя · Білорусь | 24.11                         |
| 100 м вільним стилем | Сімоне Мануель · США · Пенні Олексяк · Канада | 52.70                       | — | —                             | Сара Шестрем · Швеція | 52.99                         |
| 200 м вільним стилем | Кейті Ледекі · США | 1:53.73                     | Сара Шестрем · Швеція | 1:54.08                       | Емма Маккеон · Австралія | 1:54.92                       |
| 400 м вільним стилем | Кейті Ледекі · США | 3:56.46 WR                  | Язмін Карлін · Велика Британія | 4:01.23                       | Леа Сміт · США | 4:01.92                       |
| 800 м вільним стилем | Кейті Ледекі · США | 8:04.79 WR                  | Язмін Карлін · Велика Британія | 8:16.17                       | Богларка Капаш · Угорщина | 8:16.37 NR                    |
| | |                             | |                               | |                               |
| 100 м на спині | Катінка Хоссу (HUN) | 58.45 (національний рекорд) | Кетлін Бейкер (USA) | 58.75                         | Кайлі Масс (CAN) Фу Юаньхуей (CHN) | 58.76                         |
| 200 м на спині | Майя Дірадо (USA) | 2:05:99                     | Катінка Хоссу (HUN) | 2:06:05                       | Гіларі Колдвелл (CAN) | 2:07:54                       |
| | |                             | |                               | |                               |
| 100 м брасом | Ліллі Кінг (USA) | 1:04.93 OR                  | Юлія Єфімова (RUS) | 1:05.50                       | Кеті Мейлі (USA) | 1:05.69                       |
| 200 м брасом | Ріе Кането (JPN) | 2:20.30                     | Юлія Єфімова (RUS) | 2:21.97                       | Ши Цзінлінь (CHN) | 2:22.28                       |
| | |                             | |                               | |                               |
| 100 м батерфляєм | Сара Шестрем · Швеція | 55.48 WR                    | Пенні Олексяк · Канада | 56.46 WJR, NR                 | Дана Воллмер · США | 56.63                         |
| 200 м батерфляєм | Мірея Бельмонте (ESP) | 2.04.85                     | Меделін Гровз (AUS) | 2.04.88                       | Хосі Нацумі (JPN) | 2.05.20                       |
| | |                             | |                               | |                               |
| 200 м комплексом | Хоссу Катінка · Угорщина | 2:06.58 OR                  | Шівон Марі О'Коннор · Велика Британія | 2:06.88                       | Майя Дірадо · США | 2:08.79                       |
| 400 м комплексом | Хоссу Катінка · Угорщина | 4:26.36 (рекорд світу)      | Майя Дірадо · США | 4:31.15                       | Мірея Бельмонте · Іспанія | 4:32.39                       |
| | |                             | |                               | |                               |
| 4×100 м вільним стилем | Австралія (AUS) Емма Маккеон (53.41) Бріттані Елмслі (53.12) Бронте Кемпбелл (52.15) Кейт Кемпбелл (51.97) Медісон Вілсон[b]                           | 3:30.65 (рекорд світу)      | США (USA) Сімоне Мануель (53.36) Еббі Вейтцейл (52.56) Дана Воллмер (53.18) Кейті Ледекі (52.79) Аманда Вейр[b] Лія Ніл[b] Еллісон Шмітт[b] | 3:31.89 (національний рекорд) | Канада (CAN) Сандрін Менвіль (53.86) Шанталь ван Ландегем (53.12) Тейлор Рак (53.19) Пенні Олексяк (52.72) Мішель Вільямс[b]                  | 3:32.89 (національний рекорд) |
| 4×200 м вільним стилем | США (USA) Еллісон Шмітт (1:56.21) Леа Сміт (1:56.69) Майя Дірадо (1:56.39) Кейті Ледекі (1:53.74) Міссі Франклін[b] Мелані Маргаліс[b] Сьєрра Рунге[b] | 7:43.03                     | Австралія (AUS) Ліа Ніл (1:57.95) Емма Маккеон (1:54.64) Бронте Барратт (1:55.81) Темзін Кук (1:56.47) Джессіка Ешвуд[b]                    | 7:44.87                       | Канада (CAN) Кетрін Савард (1:57.91) Тейлор Рак (1:56.18) Бріттані Маклін (1:56.36) Пенні Олексяк (1:54.94) Кеннеді Госс[b] Емілі Оверголт[b] | 7:45.39 NR                    |
| 4×100 м комплексом | США (USA) Кетлін Бейкер Ліллі Кінг Дана Воллмер Сімоне Мануель Олівія Смоліга* Кеті Мейлі* Келсі Воррелл* Еббі Вейтцейл*                               | 3:53.13 OR                  | Австралія (AUS) Емілі Сібом Тейлор Маккіоун Емма Маккеон Кейт Кемпбелл Медісон Вілсон* Меделін Гровз* Бріттані Елмслі*                      | 3:55.00                       | Данія (DEN) Міе Нільсен Рікке Меллер Педерсен Джанетт Оттесен Пернілла Блуме                                                                  | 3:55.01 ER                    |
| | |                             | |                               | |                               |
| 10 км у відкритій воді, марафон | Шарон ван Раувендал · Нідерланди | 1:56:32.1                   | Ракеле Бруні · Італія | 1:56:49.5                     | Поліана Окімото Цінтра · Бразилія | 1:56:51.4                     |
| AF Рекорд Африки \| AM Рекорд Америки \| AS Рекорд Азії \| ER Рекорд Європи \| OC Рекорд Австралії та Океанії \| OR Олімпійський рекорд \| WR Світовий рекорд \| NR Національний рекорд (Якщо встановлено світовий рекорд, то він є також олімпійським рекордом, рекордом відповідної частини світу і національним рекордом. Рекорд частини світу включає в себе національний рекорд). | |                             | |                               | |                               |

 *Позначає плавців, які взяли участь лише в попередніх запливах.